# Пехотна инспекция
Пехотна инспекция е специално учреждение на Военното министерство или изпълнителен орган на министерството по отношение на пехотните части в мирно време.

## История
Пехотната инспекция е формирана с Указ № 14 от 1891 под името Инспекторско управление на пехотата, като се създава и длъжност Инспектор на пехотата. Задачата на управлението е а организира обучението на пехотните части, да следи за новостите във военното изкуство и да създава материална база за обучението. Длъжността е закрита през 1894 г., отново открита с Указ № 1 от 1895 г. и е с права на началник на дивизия. На 1 януари 1898 с указ № 1 се формира под името Пехотна инспекция. Задачата не Пехотната инспекция е да организира обучението на пехотните части, да следи за новостите във военното дело и да създава материална база за обучението. През 1935 година към Пехотната инспекция за зачислени Пехотната школа в гр. Велико Търново, рота „бойни коли“ т.е. танкове, както и Учебно-технитечското отделение с учебна секция и Организационно отделение.
На 1 януари 1947 г. Пехотната инспекция е преименувана на Отдел „Бойна подготовка“, а от 17 февруари с. г. със заповед № 1 на Първия зам.-министър се формира Отдел „Бойна подготовка на пехотата и пехотните училища“, който от 1 ноември 1947 г. се разформира. Функциите му се поемат от Учебен отдел. От 12 май 1950 г. се създава отново Отдел „Управление на бойната подготовка“ при Генералния щаб, който съществува до реорганизацията на централните органи на МНО през 1973 г. 
На 7 февруари 1992 г., на основание МЗ № 00206 от 24 декември 1991 г., се възстановява Управление „Бойна подготовка“ – ГЩ, с военнопощенски номер 44850. От 1 септември 1993 г. наименованието му е променено на Управление „Подготовка на войските и силите“ – ГЩ. От 1 март 2000 г. престава да съществува като самостоятелно поделение. С МЗ № 005 от 7 февруари 2000 г. и заповед на началника на ГЩ № 34 от 18 февруари 2000 г. е ликвидирано.  

## Наименования
- Инспекторско управление на пехотата (1891 – 1 януари 1898)
- Пехотна инспекция (1 януари 1898 – 1 януари 1947)
- Отдел „Бойна подготовка на пехотата и пехотните училища“ (1 януари 1947 – 1 ноември 1947)
- Управление „Бойна подготовка“ – ГЩ (12 май 1950 – 1973, 24 декември 1991 – 1993)
- Управление „Подготовка на войските и силите“ – ГЩ (1993 – 2000)

## Ръководители
- Генерал-майор Сава Муткуров (1891)
- Полковник (ген.м-р от 14.02.1891) Данаил Николаев (8 февруари 1891 – 18 юни 1893)
- Полковник Никифор Никифоров (1896 – 1898)
- Генерал-майор Данаил Николаев (5 март 1897 – 18 януари 1899)
- Полковник Никола Иванов (18 януари 1899 – лято 1899)
- Генерал-майор Стефан Паприков (1903 – 1905)
- Генерал-лейтенант Сава Савов (28 ноември 1918 – декември 1918)
- Генерал-лейтенант Стефан Нерезов (от декември 1918)
- Генерал-майор Рашко Атанасов (1935)
- Генерал-лейтенант Кирил Преславски (1935)
- Генерал-майор Иван Халачев (1935 – 1936?)
- Генерал-майор (ген.-лейт. от 1940) Никола Марков (1938 – 28 юни 1941)
- Генерал-майор Петър Каров (28 юни 1941 – 13 септември 1944)
- Полковник Христо Новаков (14 септември 1944 – 23 ноември 1944)
- Генерал-майор Иван Попов (23 ноември 1944 – 15 декември 1944)
- Полковник Марко Марчев (15 декември 1944 – 1945)
- Генерал-майор Димитър Попов (до август 1966)
- Генерал-майор Динчо Велев – (1966-1970-те)
- Генерал-майор Иван Томов (10 август 1997 – 25 февруари 2000)

Други инспектори: полк. Георги Мечконев